# 死体安置所にて
『死体安置所にて』 (したいあんちじょにて、英語: In the Vault) は、ハワード・フィリップス・ラヴクラフトによる短編小説。1925年9月に執筆され、同年11月に同人誌『トライアウト』に掲載された。
この短編は、トライアウトの編集長であったチャールズ.W.スミスのアイデアを元にラヴクラフトが執筆したものとされている。なお、同年11月の『ウィアード・テイルズ』にも提出されたが、編集長ファーンズワース・ライトによって掲載を見送られている。
ニューイングランドの田舎町ペックヴァレーでかつて葬儀屋をやっていたジョージ・バーチの主治医である語り手が、バーチの没後に、彼に聞かされた奇怪な体験談を発表するという体裁の短編怪奇小説である。

## あらすじ
ジョージ・バーチはペックヴァレーで葬儀屋の仕事をしていたが、仕事に対しての倫理観や使命感とは無縁といっていい、いささか愚鈍でいいかげんな性格であった。1881年のある事件をきっかけに仕事を変えたが、その理由については周囲にあまり多くを語っていなかった。
1881年4月15日の金曜日、バーチは冬の間に埋葬できなかったいくつかの棺桶が収容されている死体安置所から棺桶を取り出し、墓穴に埋葬する作業をしていたが、おりからの強風と老朽化した扉が原因で、死体安置所に閉じ込められてしまった。思案したバーチは、棺桶を積み重ねてよじ登り、部屋の上部の通気孔から外に出ようと考えた。
バーチは自分自身が製作したいくつかの棺桶の中で、最も頑丈と思われるマシュー・フェナー老人の棺桶を最上段に設置し、その上に立って通気孔を広げる作業を夜中までかかっておこなったが、ついに外に出られるというところで棺桶の蓋を踏み抜いてしまう。その際、足首に激痛を感じたバーチは、何とかして通気孔から這い出し、両足首をひどく負傷した状態で這うようにして助け出された。
バーチを手当てしたデイヴィス医師（注・物語の語り手である医師よりも以前に、バーチの主治医をしていた人物）は、診察後、死体安置所の様子を確認にいった。そこで、バーチが最上段に設置していたのはマシュー・フェナー老人の棺桶ではなく、嫌われ者で執念深い性格のアサフ・ソーヤーの棺桶であったことに気付く。バーチはマシュー・フェナー老人のために棺桶を作った際の出来損ないの失敗作を、アサフ・ソーヤーの死体を収容するのに流用しており、暗闇の中で棺桶を間違えていたのである。
デイヴィス医師がソーヤーの死体を見ると、大柄なソーヤーの死体を小柄なフェナー老人用に作った棺桶に収めるために、バーチがソーヤーの死体の両足首を切断していたことに気付く。そしてデイヴィス医師はまた、バーチの両足の傷が、まるで人間の歯で噛み付かれたようなものであることにも気付いていた。

## 収録
- 国書刊行会『定本ラヴクラフト全集3』片岡しのぶ訳 『死体安置所で』
- 創元推理文庫『ラヴクラフト全集1』大西尹明訳 『死体安置所にて』